# كانتون ليمون إندانزا
كانتون ليمون إندانزا (بالإنجليزية: Limón Indanza Canton)‏ هو كانتون في الإكوادور، يتبع مقاطعة مورونا سانتياغو. ينقسم إلى أبرشيات.